# Staphylococcus aureus
Staphylococcus aureus is een stafylokok die toxinen afscheidt en grampositief kleurt. De toxinen hebben een negatieve werking op het menselijk lichaam. 
Staphylococcus aureus zit in 20 tot 30 procent van de gevallen op de huid van mens en dier en op de slijmvliezen, zoals de neusholte, zonder voor ziekte te zorgen. Als de bacterie door de huid heen het lichaam binnendringt kan deze huidinfecties en wondinfectie veroorzaken (ook na operaties), maar ook urineweginfecties, longontsteking en bij koeien uierontsteking. 
De identificatie van Staphylococcus aureus gebeurt via een coagulasetest, waarbij de typische Staphylococcus aureus een positief resultaat zal geven, in tegenstelling tot andere soorten stafylokokken. Atypische varianten kunnen echter ook een negatief resultaat geven bij de coagulasetest.
Staphylococcus aureus kan ook de veroorzaker zijn van voedselvergiftiging (staphyloenterotoxicosis en staphyloenterotoxemie); de enterotoxinen zoals die door enkele stammen S. aureus worden aangemaakt zijn hiervoor verantwoordelijk. Voedselvergiftigingen met S. aureus komen in de zomer meer voor door de warmte. Besmettingen die niet gelinkt zijn aan voedsel komen gedurende het hele jaar voor.
Staphylococcus aureus is samen met E. coli/ExPEC een van de belangrijkste bacteriële ziekteverwekkers die bacteriëmie en sepsis ('bloedvergiftiging') veroorzaken. 
Enkele stammen zijn inmiddels resistent tegen het antibioticum meticilline. Deze meticilline-resistente Staphylococcus aureus (MRSA) kwam in Nederland tot voor kort alleen voor in ziekenhuizen. Als dit wordt geconstateerd wordt vaak een quarantaine afgekondigd, aangezien het een van de meest gevreesde ziekenhuisbacteriën is. Nu worden er ook MRSA-stammen aangetroffen buiten het ziekenhuis. Uit een onderzoek van het Centrum Infectieziektebestrijding en de Nederlandse Voedsel- en Warenautoriteit is gebleken dat MRSA bij 40% van de varkens voorkomt.
Naast MRSA bestaan er ook VISA, vancomycine-intermediaire S. aureus, VRSA, vancomycine-resistente S. aureus en GISA, glycopeptide-intermediaire S. aureus.

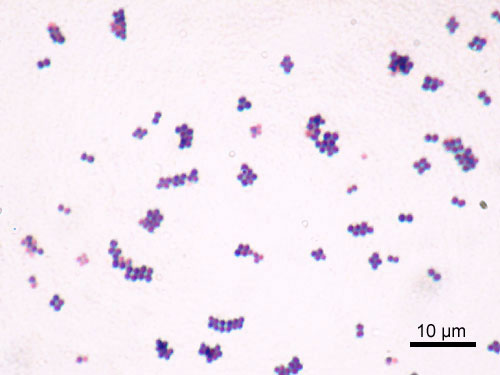
Staphylococcus aureus onder een microscoop
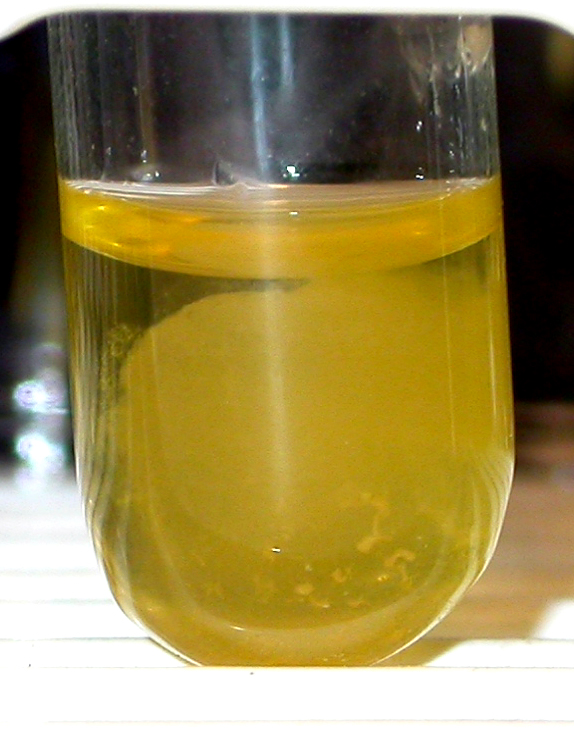
Coagulase+ bij Staphylococcus aureus

## Determinatie
Het determineren van de S.aureus begint met het bepalen van de gram en vorm van de kolonie. De makkelijkste manier om dit te doen is via een gramkleuring. Hiervoor kan zowel de gram (gram positief) als de vorm (kokken, gerangschikt in groepjes) waarnemen. Tevens zou dit aan de hand van de morfologie kunnen doen op bloedplaat en MacConkey (mac7). Na 24 uur zal de S.aureus hier klein tot middelgroot op groeien. Op de bloedplaat is de kolonie vaak te zien als een mooi glimmende, geel/oranje kolonie. Op de MacConkey (mac7) als een oranje/roze kolonie. Let er op, de S.aureus groeit niet op alle MacConkey agars, alleen op varianten zonder kristal violet. 
Zodra er is vastgesteld dat de kolonie een gram positieve kok is, moet er onderscheid gemaakt worden tussen de stafylokokken en de streptokokken. Dit kan bepaald worden door middel van de aanwezigheid van het enzym katalase. Stafylokokken bezitten dit enzym namelijk wel, bij streptokokken is dit enzym afwezig. Wanneer een kleine hoeveelheid koloniemateriaal op een objectglaasje aangebracht wordt, kan de aanwezigheid makkelijk gecontroleerd worden. Katalase zal waterstofperoxide splitsen in water en zuurstof. Door een druppeltje waterstofperoxide toe te voegen aan het aangebrachte kolonie materiaal, zullen bij de aanwezigheid van katalase zuurstofbelletjes te zien zijn. Indien dit zichtbaar is, heb je dus te maken met een stafylokok.
Als laatste stap in de determinatie kan gebruikt worden van coagulase of DNase. Coagulase zet fibrinogeen om in fibrine. S.aureus is de enige Staphylococ die dit kan. Hetzelfde voor DNase (een enzym dat DNA kan afbreken), binnen de Stafylokokken is S.aureus de enige die dit enzym bezit en dus DNA kan afbreken. Voor beide technieken zijn er producten op de markt. De aanwezigheid van coagulase wordt vaak getest d.m.v. Staphaurex, de aanwezigheid van DNase d.m.v. DNase agar.